# Cerkiew Zaśnięcia Matki Bożej w Lychny
Cerkiew Zaśnięcia Matki Bożej w Lychny (ros. Церковь Успения Пресвятой Богородицы) – czynna prawosławna cerkiew w Lichni, w Abchazji.
Cerkiew została wzniesiona na przełomie IX i X w. i jest najbardziej typowym reprezentantem tzw. stylu abchaskiego w architekturze. Świątynia wznosi się na planie prostokąta. Pomieszczenie ołtarzowe zamyka podkowiasta absyda. Nad skrzyżowaniem nawy głównej i nawy bocznej obiektu znajduje się pojedyncza kopuła usadowiona na ośmiobocznym bębnie z ośmioma oknami. Od strony zachodniej cerkiew posiada narteks, nad którym umieszczono emporę. O ile sklepienie kopuły zdobi dekoracja ornamentalna w postaci ośmiu promieni, o tyle z zewnątrz cerkiew w ogóle nie jest zdobiona, przez co budowniczowie pragnęli zwrócić uwagę oglądającego wyłącznie na surowe i harmonijne formy architektoniczne budynku.
Zdecydowana większość fresków w świątyni powstała w XIV wieku, jednak najstarsze znajdujące się w westybulu (m.in. głowa starego mężczyzny z podpisem gruzińskim "Zakaria") datuje się na przełom X-XI wieku. W górnej części centralnej absydy wykonano wówczas monumentalny wizerunek Matki Bożej z Dzieciątkiem i dwoma aniołami oraz sceny przybycia Świętych Niewiast Niosących Wonności do pustego grobu i spotkania dwóch z nich ze zmartwychwstałym Chrystusem. W cerkwi znajdują się także freski przedstawiające Gościnność Abrahama, ofiarę Abrahama, postacie aniołów i świętych biskupów, w tym Bazylego Wielkiego i Grzegorza z Nazjanzu. Na ścianie zachodniej znajduje się kompozycja przedstawiająca Zaśnięcie Matki Bożej oraz przekazanie przez Matkę Bożą swojego pasa apostołowi Tomaszowi.
W cerkwi znajduje się nagrobek księcia abchaskiego Safarbeja Czaczba, zm. 1821.
Na jednej ze ścian świątyni przetrwał datowany na 1066 napis informujący o pojawieniu się nad Abchazją komety (jak zapisano, gwiazdy, z której wnętrza odchodziły promienie, wznosząc się przed nią).

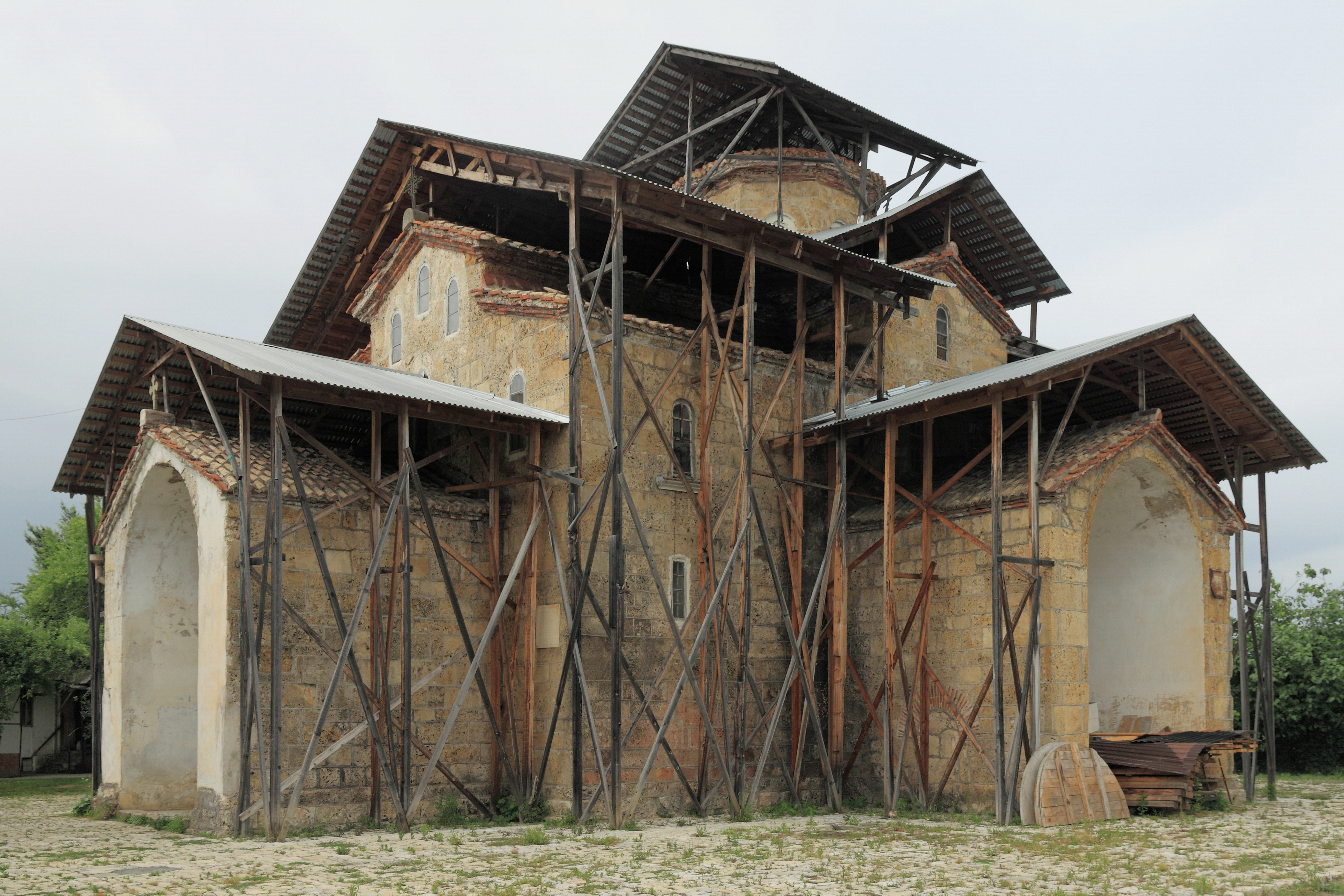
Cerkiew podczas remontu w 2014
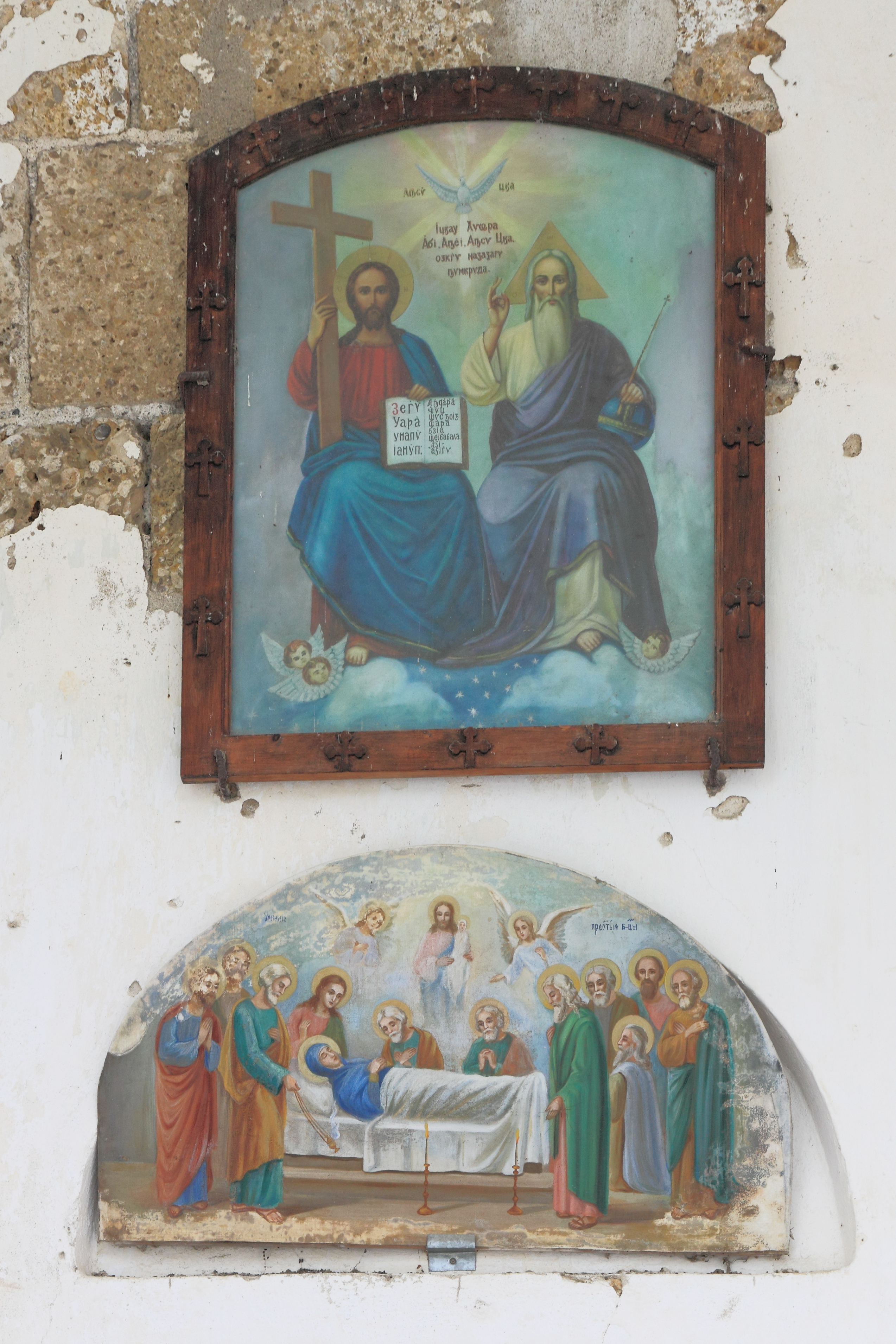
Malowidła przy wejściu
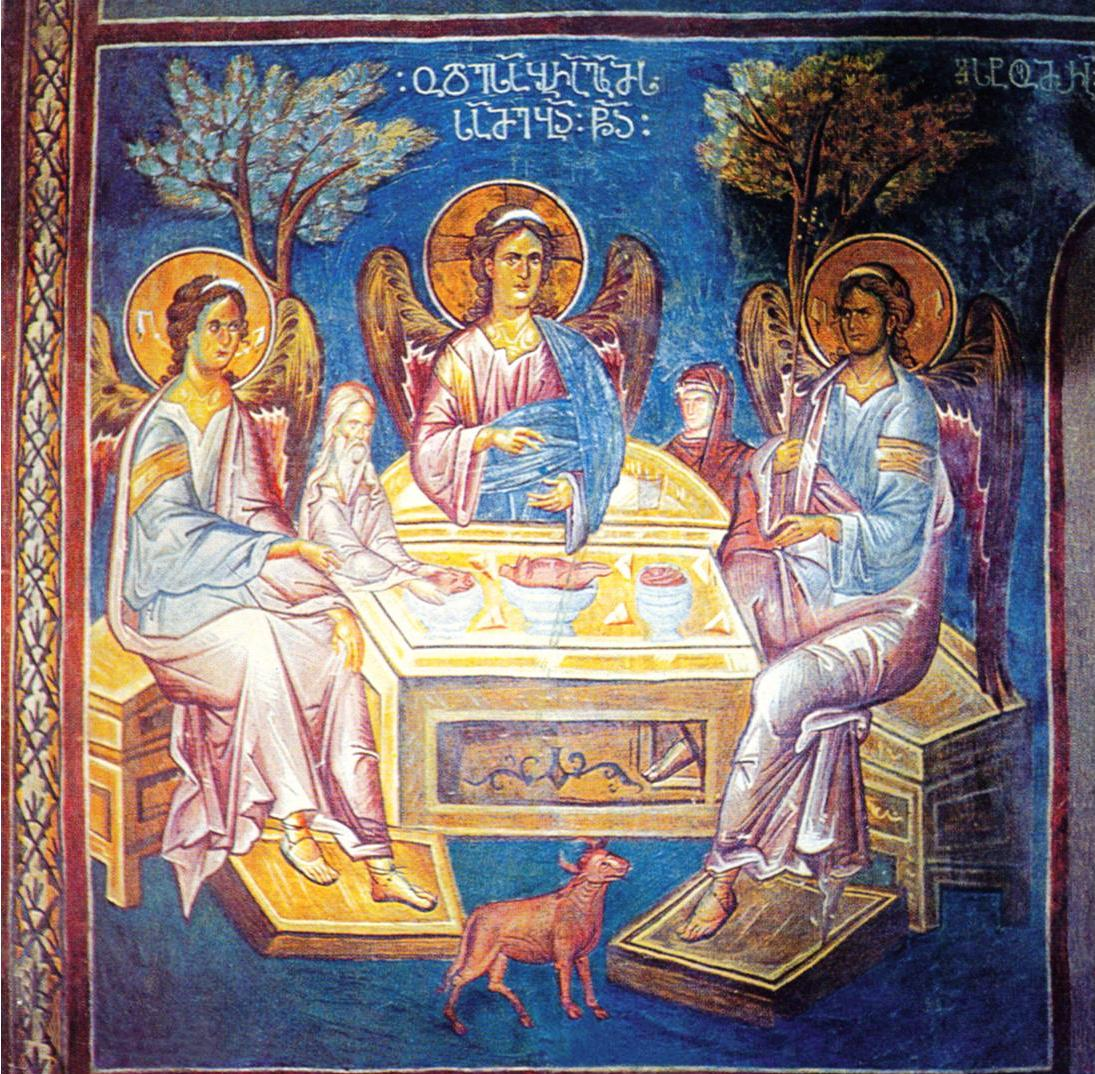
Freski